# 浅口郡
- 令制国一覧 > 山陽道 > 備中国 > 浅口郡
- 日本 > 中国地方 > 岡山県 > 浅口郡

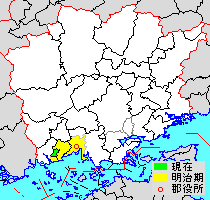
岡山県浅口郡の位置（緑：里庄町）

浅口郡（あさくちぐん）は、岡山県（備中国）の郡。
人口10,648人、面積12.23km²、人口密度871人/km²。（2025年2月1日、推計人口）
以下の1町を含む。
- 里庄町（さとしょうちょう）

## 郡域
1878年（明治11年）に行政区画として発足した当時の郡域は、上記1町のほか、下記の区域にあたる。
- 倉敷市の一部（水島海岸通、水島高砂町、水島青葉町、水島南幸町、水島北幸町、水島南春日町、水島北春日町、水島南緑町、水島北緑町、水島東川町、連島町連島、西阿知町新田、西阿知町、船穂町水江、船穂町柳井原、船穂町船穂、玉島陶より南西）
- 笠岡市の一部（大島中・西大島・西大島新田）
- 浅口市の全域

## 歴史
716年（霊亀2年）、『続日本紀』8月癸亥の条で初見。備中国には都宇、窪屋、浅口、小田、後月、下道、賀夜、英賀、哲多の9郡をおいたとされる。浅口郡には八郷（阿知郷・間人郷・船穂郷・占見郷・川村郷・小坂郷・林郷・大島（嶋）郷）。郡衙推定地は不詳である。
かつては、郡域の南部は海域であり、大島、柏島、乙島などの島嶼が存在し、大島と本州側は水道となっていた。薗水道東部の海域（現在の倉敷市玉島中心部あたり）は「甕の海」「甕の泊」「玉の浦」と呼ばれる入江であった。しかし中世以降の干拓による新田開発により、陸続きとなった。また連島（都羅郷）は、古代においては備前国児島郡に属していたが、後の時代に備中国浅口郡に編入となった。
郡名の由来としては、古代吉備国におかれた県のひとつである波区芸県（はくきのあがた）が変形したものであるという解釈が有力とされる。他に俗説として、郡南部が海域だった時代に、甕の泊に入る際には、出入口の浅い部分が難所となったらしいとのことであり、そこから浅い口の名で呼ばれるようになったとの伝承がある。

### 近世以降の沿革
- 「旧高旧領取調帳」に記載されている明治初年時点での支配は以下の通り。●は村内に寺社領が存在。（63村）

| 知行   | 知行                     | 村数 | 村名 |
| ------ | ------------------------ | ---- | --- |
| 幕府領 | 倉敷代官所               | 10村 | 片島村、乙島村、阿賀崎新田村、西組、黒崎村、矢柄村分、西之浦分、西勇崎村、勇崎浜、押山浜 |
| 幕府領 | 旗本領（交代寄合山崎氏） | 4村  | 西之浦村、●矢柄村、鶴新田村、亀島新田村 |
| 幕府領 | 旗本領（その他）         | 1村  | 佐方村 |
| 藩領   | 備中岡山新田藩           | 21村 | 西阿知新田村、七島村、島地、道越村、八重村、上竹新田村、占見新田村、小坂東村、深田村、大島中村、西大島村、東大島、西大島新田、六条院西村、六条院中村、六条院東村、本庄村、小坂西村、鴨方村、口林村、池口 |
| 藩領   | 備前岡山藩               | 10村 | 西原村、上竹村、下竹、道口、富、亀山村、占見村、地頭下村、地頭上村、益坂村 |
| 藩領   | 丹波亀山藩               | 6村  | 上船尾村、下船尾村、長尾村、水江村、柳井原村、東勇崎村 |
| 藩領   | 備中浅尾藩               | 3村  | 大谷村、中島新田、須恵村 |
| 藩領   | 摂津麻田藩               | 3村  | 下新庄村、上新庄村、浜中村 |
| 藩領   | 備中新見藩               | 2村  | 大江村、●連島村 |
| 藩領   | 備中松山藩               | 1村  | 東組 |
| 藩領   | 岡山藩・新見藩           | 1村  | 西阿知村 |
| 藩領   | 亀山藩・松山藩           | 1村  | 玉島村 |

- 慶応4年
  - 5月16日（1868年7月5日） - 幕府領が倉敷県の管轄となる。
  - 6月20日（1868年8月8日） - 交代寄合山崎氏が立藩して成羽藩となる。
- 明治元年
  - 12月7日（1869年1月19日） - 松山藩が戊辰戦争後の処分により減封。郡内の領地が倉敷県の管轄となる。
  - 阿賀崎新田村が改称して阿賀崎村となる。
- 明治2年
  - 6月19日（1869年7月27日） - 丹波亀山藩が改称して亀岡藩となる。
  - 6月25日（1869年8月2日） - 岡山新田藩が改称して鴨方藩となる。
- 明治3年（1870年） - この年までに旗本領が倉敷県の管轄となる。
- 明治4年
  - 7月14日（1871年8月29日） - 廃藩置県により、藩領が鴨方県、岡山県、亀岡県、成羽県、浅尾県、麻田県、新見県の管轄となる。
  - 11月15日（1871年12月26日） - 第1次府県統合により、全域が深津県の管轄となる。
- 明治5年6月5日（1872年7月10日） - 小田県の管轄となる。
- 明治初年 - 中島新田が大谷村に合併。（62村）
- 明治7年（1874年）（58村）
  - 西組・東組が合併して柏島村となる。
  - 東勇崎村・西勇崎村・勇崎浜が合併して勇崎村となる。
  - 下新庄村・上新庄村が合併して新庄村となる。
- 明治8年（1875年）（53村）
  - 12月20日 - 第2次府県統合により岡山県の管轄となる。
  - 矢柄村分・西之浦分が合併して北面新田村となる。
  - 口林村・池口が合併して里見村となる。
  - 上船尾村・下船尾村が合併して船穂村となる。
  - 大江村・連島村が合併して大江連島村となる。
  - 島地が七島村に合併。
- 明治9年（1876年）（52村）
  - 西大島村・西大島新田が合併して大島西村となる。
  - 東大島および六乗院西村の一部（安倉）が合併して寄島村となる。
  - 押山浜が勇崎村に合併。
- 明治10年（1877年）（46村）
  - 柏島村・勇崎村が合併して柏崎村となる。
  - 七島村・亀山村が合併して八島村となる。
  - 上竹村・下竹が合併して竹村となる。
  - 矢柄村・大江連島村および北面新田村の一部（旧・矢柄村分）が合併して連島村となる。
  - 上竹新田村が八重村に、北面新田村の残部（旧・西之浦分）が西之浦村にそれぞれ合併。
- 明治11年（1878年）9月29日 - 郡区町村編制法の岡山県での施行により、行政区画としての浅口郡が発足。郡役所が玉島村に設置。
- 明治12年（1879年）（49村）
  - 柏崎村が分割して柏島村・勇崎村となる。
  - 大島西村が分割して西大島村・西大島新田村となる。
  - 竹村が分割して上竹村・下竹村となる。
  - 富が本村から正式に独立して富村となる。
- 明治13年（1880年） - 道口が本村から正式に独立して道口村となる。
- 明治14年（1881年） - 玉島村の一部が分立して上成村・爪崎村となる。（51村）

### 町村制以降の沿革
- 明治22年（1889年）6月1日 - 町村制の施行により、以下の各村が発足。（27村）
  - 玉島村 ← 玉島村、上成村（現・倉敷市）
  - 阿賀崎村、乙島村（それぞれ単独村制。現・倉敷市）
  - 柏崎村 ← 柏島村、勇崎村（現・倉敷市）
  - 連島村（連島村の大部分［近世の大江村・連島村］が単独村制）（現・倉敷市）
  - 鶴新田村、西之浦村（それぞれ単独村制。現・倉敷市）
  - 亀島村 ← 亀島新田村、連島村［近世の矢柄村・矢柄村分］（現・倉敷市）
  - 甲内村 ← 片島村、西原村（現・倉敷市）
  - 西阿知村 ← 西阿知村、西阿知新田村（現・倉敷市）
  - 船穂村 ← 船穂村、水江村、柳井原村（現・倉敷市）
  - 長尾村 ← 長尾村、爪崎村（現・倉敷市）
  - 池田村 ← 八島村、道越村（現・倉敷市）
  - 道口村 ← 道口村、富村（現・倉敷市）
  - 竹村 ← 上竹村、下竹村、八重村（現・浅口市）
  - 占見村 ← 占見村、占見新田村、地頭下村（現・浅口市）
  - 吉備村 ← 佐方村、須恵村、大谷村（現・浅口市）
  - 津田村 ← 地頭上村、益坂村、本庄村（現・浅口市）
  - 小坂村 ← 小坂東村、小坂西村（現・浅口市）
  - 鴨方村 ← 鴨方村、深田村（現・浅口市）
  - 里見村（単独村制。現・里庄町）
  - 新庄村 ← 新庄村、浜中村（現・里庄町）
  - 西大島村 ← 西大島村、西大島新田村（現・笠岡市）
  - 大島中村（単独村制。現・笠岡市、浅口市）
  - 寄島村（単独村制。現・浅口市）
  - 黒崎村（単独村制。現・倉敷市）
  - 六条院村 ← 六条院西村、六条院東村、六条院中村（現・浅口市）
- 明治30年（1897年）5月26日 - 玉島村・阿賀崎村が合併して玉島町が発足。（1町25村）
- 明治33年（1900年）4月1日 - 郡制を施行。
- 明治34年（1901年）2月6日 - 寄島村が町制施行して寄島町となる。（2町24村）
- 明治35年（1902年）10月1日（2町21村）
  - 玉島町・乙島村・柏崎村が合併し、改めて玉島町が発足。
  - 甲内村・西阿知村が合併して河内村が発足。
- 明治36年（1903年）
  - 1月1日 - 鶴新田村・西之浦村・亀島村・連島村が合併し、改めて連島村が発足。（2町18村）
  - 12月1日 - 池田村・道口村が合併して富田村が発足。（2町17村）
- 明治38年（1905年）4月1日
  - 竹村・占見村・吉備村が合併して三和村が発足。（2町15村）
  - 津田村・小坂村・鴨方村が合併し、改めて鴨方村が発足。（2町13村）
  - 里見村・新庄村が合併して里庄村となる。（2町12村）
  - 西大島村・大島中村が合併して大島村が発足。（2町11村）
- 明治45年（1912年）4月1日 - 連島村が町制施行して連島町となる。（3町10村）
- 大正11年（1922年）1月1日 - 河内村が町制施行して河内町となる。（4町9村）
- 大正12年（1923年）4月1日 - 郡会が廃止。郡役所は存続。
- 大正12年（1923年）10月31日 - 三和村が町制施行・改称して金光町となる。（5町8村）
- 大正14年（1925年）
  - 10月25日 - 鴨方村が町制施行して鴨方町となる。（6町7村）
  - 11月1日 - 長尾村が町制施行して長尾町となる。（7町6村）
- 大正15年（1926年）1月1日 - 河内町が改称して西阿知町となる。
- 大正15年（1926年）7月1日 - 郡役所が廃止。以降は地域区分名称となる。
- 昭和9年（1934年）7月15日 - 六条院村が町制施行して六条院町となる。（8町5村）
- 昭和15年（1940年）2月11日 - 船穂村が町制施行して船穂町となる。（9町4村）
- 昭和25年（1950年）6月1日 - 里庄村が町制施行して里庄町となる。（10町3村）
- 昭和26年（1951年）1月1日 - 黒崎村が町制施行して黒崎町になる。（11町2村）
- 昭和27年（1952年）1月1日 - 玉島町が市制施行して玉島市となり、郡より離脱。（10町2村）
- 昭和28年（1953年）
  - 1月1日 - 西阿知町が倉敷市に編入。（9町2村）
  - 2月11日 - 長尾町が玉島市に編入。（8町2村）
  - 4月1日 - 黒崎町・富田村が玉島市に編入。（7町1村）
  - 6月1日 - 連島町が倉敷市に編入。（6町1村）
- 昭和30年（1955年）4月1日
  - 鴨方町・六条院町が合併し、改めて鴨方町が発足。（5町1村）
  - 大島村が分割し、一部（大島の一部）が寄島町に編入、残部が笠岡市にそれぞれ編入。（5町）
- 平成17年（2005年）8月1日 - 船穂町が倉敷市に編入。（4町）
- 平成18年（2006年）3月21日 - 鴨方町・金光町・寄島町が合併して浅口市が発足し、郡より離脱。（1町）

### 変遷表
| 1871年7月14日廃藩置県当時       | 1871年7月14日廃藩置県当時           | 1871年～1875年                             | 1876年                 | 1877年                 | 1878年～1880年            | 1881年～1888年        | 1889年～1890年       | 1891年～1900年       | 1901年～1910年      | 1911年～1920年          | 1921年～1930年       | 1931年～1940年       | 1941年～1950年      | 1951年～1952年                               | 1953年～1955年                               | 1956年～1970年 | 1971年～2004年       | 2005年～2006年 |
| ------------------------------- | ----------------------------------- | ------------------------------------------ | ---------------------- | ---------------------- | ------------------------- | --------------------- | -------------------- | -------------------- | ------------------- | ----------------------- | -------------------- | -------------------- | ------------------- | -------------------------------------------- | -------------------------------------------- | -------------- | -------------------- | -------------- |
| 浅口郡                          |                                     |                                            |                        |                        |                           |                       |                      |                      |                     |                         |                      |                      |                     |                                              |                                              |                |                      |                |
| 乙島村                          | 乙島村                              | 乙島村                                     | 乙島村                 | 乙島村                 | 乙島村                    | 乙島村                | 乙島村               | 玉島町 1902年10月1日 | 玉島町              | 玉島町                  | 玉島町               | 玉島町               | 玉島市 1952年1月1日 | 玉島市 1953年2月11日（富田村、黒崎町4月1日） | 倉敷市 1967年2月1日                          | 倉敷市         | 倉敷市 2005年8月1日  |                |
| 柏島村東組                      | 柏島村 1874年12月28日               | 柏島村                                     | 柏崎村 1877年5月25日   | 柏島村 1879年11月12日  | 柏島村                    | 柏崎村 1889年6月1日   | 柏崎村               | 玉島町 1902年10月1日 | 玉島町              | 玉島町                  | 玉島町               | 玉島町               | 玉島市 1952年1月1日 | 玉島市 1953年2月11日（富田村、黒崎町4月1日） | 倉敷市 1967年2月1日                          | 倉敷市         | 倉敷市 2005年8月1日  |                |
| 柏島村西組                      | 柏島村 1874年12月28日               | 柏島村                                     | 柏崎村 1877年5月25日   | 柏島村 1879年11月12日  | 柏島村                    | 柏崎村 1889年6月1日   | 柏崎村               | 玉島町 1902年10月1日 | 玉島町              | 玉島町                  | 玉島町               | 玉島町               | 玉島市 1952年1月1日 | 玉島市 1953年2月11日（富田村、黒崎町4月1日） | 倉敷市 1967年2月1日                          | 倉敷市         | 倉敷市 2005年8月1日  |                |
| 東勇崎村                        | 勇崎村 1874年12月28日               | 勇崎村 1876年10月31日                      | 柏崎村 1877年5月25日   | 勇崎村 1879年11月12日  | 勇崎村                    | 柏崎村 1889年6月1日   | 柏崎村               | 玉島町 1902年10月1日 | 玉島町              | 玉島町                  | 玉島町               | 玉島町               | 玉島市 1952年1月1日 | 玉島市 1953年2月11日（富田村、黒崎町4月1日） | 倉敷市 1967年2月1日                          | 倉敷市         | 倉敷市 2005年8月1日  |                |
| 西勇崎村                        | 勇崎村 1874年12月28日               | 勇崎村 1876年10月31日                      | 柏崎村 1877年5月25日   | 勇崎村 1879年11月12日  | 勇崎村                    | 柏崎村 1889年6月1日   | 柏崎村               | 玉島町 1902年10月1日 | 玉島町              | 玉島町                  | 玉島町               | 玉島町               | 玉島市 1952年1月1日 | 玉島市 1953年2月11日（富田村、黒崎町4月1日） | 倉敷市 1967年2月1日                          | 倉敷市         | 倉敷市 2005年8月1日  |                |
| 勇崎浜                          | 勇崎村 1874年12月28日               | 勇崎村 1876年10月31日                      | 柏崎村 1877年5月25日   | 勇崎村 1879年11月12日  | 勇崎村                    | 柏崎村 1889年6月1日   | 柏崎村               | 玉島町 1902年10月1日 | 玉島町              | 玉島町                  | 玉島町               | 玉島町               | 玉島市 1952年1月1日 | 玉島市 1953年2月11日（富田村、黒崎町4月1日） | 倉敷市 1967年2月1日                          | 倉敷市         | 倉敷市 2005年8月1日  |                |
| 押山浜                          | 押山浜                              | 勇崎村 1876年10月31日                      | 柏崎村 1877年5月25日   | 勇崎村 1879年11月12日  | 勇崎村                    | 柏崎村 1889年6月1日   | 柏崎村               | 玉島町 1902年10月1日 | 玉島町              | 玉島町                  | 玉島町               | 玉島町               | 玉島市 1952年1月1日 | 玉島市 1953年2月11日（富田村、黒崎町4月1日） | 倉敷市 1967年2月1日                          | 倉敷市         | 倉敷市 2005年8月1日  |                |
| 阿賀崎村                        | 阿賀崎村                            | 阿賀崎村                                   | 阿賀崎村               | 阿賀崎村               | 阿賀崎村                  | 阿賀崎村              | 玉島町 1897年5月26日 | 玉島町 1902年10月1日 | 玉島町              | 玉島町                  | 玉島町               | 玉島町               | 玉島市 1952年1月1日 | 玉島市 1953年2月11日（富田村、黒崎町4月1日） | 倉敷市 1967年2月1日                          | 倉敷市         | 倉敷市 2005年8月1日  |                |
| 玉島村                          | 玉島村                              | 玉島村 1876年10月31日                      | 玉島村                 | 玉島村                 | 玉島村 1881年9月2日       | 玉島村 1889年6月1日   | 玉島町 1897年5月26日 | 玉島町 1902年10月1日 | 玉島町              | 玉島町                  | 玉島町               | 玉島町               | 玉島市 1952年1月1日 | 玉島市 1953年2月11日（富田村、黒崎町4月1日） | 倉敷市 1967年2月1日                          | 倉敷市         | 倉敷市 2005年8月1日  |                |
| 上成村                          | 上成村                              | 玉島村 1876年10月31日                      | 玉島村                 | 玉島村                 | 上成村 1881年9月2日       | 玉島村 1889年6月1日   | 玉島町 1897年5月26日 | 玉島町 1902年10月1日 | 玉島町              | 玉島町                  | 玉島町               | 玉島町               | 玉島市 1952年1月1日 | 玉島市 1953年2月11日（富田村、黒崎町4月1日） | 倉敷市 1967年2月1日                          | 倉敷市         | 倉敷市 2005年8月1日  |                |
| 爪崎村                          | 爪崎村                              | 玉島村 1876年10月31日                      | 玉島村                 | 玉島村                 | 爪崎村 1881年9月2日       | 長尾村 1889年6月1日   | 長尾村               | 長尾村               | 長尾村              | 長尾町 1925年11月1日    | 長尾町               | 長尾町               | 長尾町              | 玉島市 1953年2月11日（富田村、黒崎町4月1日） | 倉敷市 1967年2月1日                          | 倉敷市         | 倉敷市 2005年8月1日  |                |
| 長尾村                          | 長尾村                              | 長尾村                                     | 長尾村                 | 長尾村                 | 長尾村                    | 長尾村 1889年6月1日   | 長尾村               | 長尾村               | 長尾村              | 長尾町 1925年11月1日    | 長尾町               | 長尾町               | 長尾町              | 玉島市 1953年2月11日（富田村、黒崎町4月1日） | 倉敷市 1967年2月1日                          | 倉敷市         | 倉敷市 2005年8月1日  |                |
| 七島村                          | 七島村 1875年12月4日                | 八島村 1878年2月15日                       | 八島村                 | 八島村                 | 八島村                    | 池田村 1889年6月1日   | 池田村               | 富田村 1903年12月1日 | 富田村              | 富田村                  | 富田村               | 富田村               | 富田村              | 玉島市 1953年2月11日（富田村、黒崎町4月1日） | 倉敷市 1967年2月1日                          | 倉敷市         | 倉敷市 2005年8月1日  |                |
| 七島村のうち島地                | 七島村 1875年12月4日                | 八島村 1878年2月15日                       | 八島村                 | 八島村                 | 八島村                    | 池田村 1889年6月1日   | 池田村               | 富田村 1903年12月1日 | 富田村              | 富田村                  | 富田村               | 富田村               | 富田村              | 玉島市 1953年2月11日（富田村、黒崎町4月1日） | 倉敷市 1967年2月1日                          | 倉敷市         | 倉敷市 2005年8月1日  |                |
| 上竹新田村飛地                  | 七島村 1875年12月4日                | 八島村 1878年2月15日                       | 八島村                 | 八島村                 | 八島村                    | 池田村 1889年6月1日   | 池田村               | 富田村 1903年12月1日 | 富田村              | 富田村                  | 富田村               | 富田村               | 富田村              | 玉島市 1953年2月11日（富田村、黒崎町4月1日） | 倉敷市 1967年2月1日                          | 倉敷市         | 倉敷市 2005年8月1日  |                |
| 上竹新田村のうち亀山            | 上竹新田村のうち亀山                | 八島村 1878年2月15日                       | 八島村                 | 八島村                 | 八島村                    | 池田村 1889年6月1日   | 池田村               | 富田村 1903年12月1日 | 富田村              | 富田村                  | 富田村               | 富田村               | 富田村              | 玉島市 1953年2月11日（富田村、黒崎町4月1日） | 倉敷市 1967年2月1日                          | 倉敷市         | 倉敷市 2005年8月1日  |                |
| 道越村                          | 道越村 1876年10月31日               | 道越村                                     | 道越村                 | 道越村                 | 道越村                    | 池田村 1889年6月1日   | 池田村               | 富田村 1903年12月1日 | 富田村              | 富田村                  | 富田村               | 富田村               | 富田村              | 玉島市 1953年2月11日（富田村、黒崎町4月1日） | 倉敷市 1967年2月1日                          | 倉敷市         | 倉敷市 2005年8月1日  |                |
| 上竹新田村飛地                  | 道越村 1876年10月31日               | 道越村                                     | 道越村                 | 道越村                 | 道越村                    | 池田村 1889年6月1日   | 池田村               | 富田村 1903年12月1日 | 富田村              | 富田村                  | 富田村               | 富田村               | 富田村              | 玉島市 1953年2月11日（富田村、黒崎町4月1日） | 倉敷市 1967年2月1日                          | 倉敷市         | 倉敷市 2005年8月1日  |                |
| 上竹新田村のうち道口            | 上竹新田村のうち道口 1876年10月31日 | 道口村                                     | 道口村                 | 道口村 1880年10月1日   | 道口村                    | 道口村 1889年6月1日   | 道口村               | 富田村 1903年12月1日 | 富田村              | 富田村                  | 富田村               | 富田村               | 富田村              | 玉島市 1953年2月11日（富田村、黒崎町4月1日） | 倉敷市 1967年2月1日                          | 倉敷市         | 倉敷市 2005年8月1日  |                |
| 上竹新田村飛地                  | 上竹新田村のうち道口 1876年10月31日 | 道口村                                     | 道口村                 | 道口村 1880年10月1日   | 道口村                    | 道口村 1889年6月1日   | 道口村               | 富田村 1903年12月1日 | 富田村              | 富田村                  | 富田村               | 富田村               | 富田村              | 玉島市 1953年2月11日（富田村、黒崎町4月1日） | 倉敷市 1967年2月1日                          | 倉敷市         | 倉敷市 2005年8月1日  |                |
| 上竹新田村のうち富              | 富村 1879年2月17日                  | 富村                                       | 富村                   | 富村                   | 富村                      | 道口村 1889年6月1日   | 道口村               | 富田村 1903年12月1日 | 富田村              | 富田村                  | 富田村               | 富田村               | 富田村              | 玉島市 1953年2月11日（富田村、黒崎町4月1日） | 倉敷市 1967年2月1日                          | 倉敷市         | 倉敷市 2005年8月1日  |                |
| 黒崎村                          | 黒崎村                              | 黒崎村                                     | 黒崎村                 | 黒崎村                 | 黒崎村                    | 黒崎村                | 黒崎村               | 黒崎村               | 黒崎村              | 黒崎村                  | 黒崎村               | 黒崎町 1951年1月1日  | 黒崎町              | 玉島市 1953年2月11日（富田村、黒崎町4月1日） | 倉敷市 1967年2月1日                          | 倉敷市         | 倉敷市 2005年8月1日  |                |
| 鶴新田村                        | 西之浦村 1872年月日不明             | 西之浦村                                   | 西之浦村               | 鶴新田村 1880年3月27日 | 鶴新田村                  | 鶴新田村              | 鶴新田村             | 連島村 1903年1月1日  | 連島町 1912年4月1日 | 連島町                  | 連島町               | 連島町               | 連島町              | 倉敷市 1953年6月1日（西阿知町は 1月1日）     | 倉敷市 1967年2月1日                          | 倉敷市         | 倉敷市 2005年8月1日  |                |
| 西之浦村                        | 西之浦村 1872年月日不明             | 西之浦村                                   | 西之浦村               | 西之浦村 1880年3月27日 | 西之浦村 年月日不明       | 西之浦村              | 西之浦村             | 連島村 1903年1月1日  | 連島町 1912年4月1日 | 連島町                  | 連島町               | 連島町               | 連島町              | 倉敷市 1953年6月1日（西阿知町は 1月1日）     | 倉敷市 1967年2月1日                          | 倉敷市         | 倉敷市 2005年8月1日  |                |
| 西之浦村のうち北面新田          | 北面新田村 1875年6月28日            | 西之浦村のうち北面新田 年月日不明          | 西之浦村のうち北面新田 | 西之浦村のうち北面新田 | 西之浦村 年月日不明       | 西之浦村              | 西之浦村             | 連島村 1903年1月1日  | 連島町 1912年4月1日 | 連島町                  | 連島町               | 連島町               | 連島町              | 倉敷市 1953年6月1日（西阿知町は 1月1日）     | 倉敷市 1967年2月1日                          | 倉敷市         | 倉敷市 2005年8月1日  |                |
| 矢柄村のうち北面新田 年月日不明 | 北面新田村 1875年6月28日            | 矢柄村のうち北面新田                       | 矢柄村のうち北面新田   | 連島村 年月日不明      | 連島村                    | 連島村 1889年6月1日   | 連島村               | 連島村 1903年1月1日  | 連島町 1912年4月1日 | 連島町                  | 連島町               | 連島町               | 連島町              | 倉敷市 1953年6月1日（西阿知町は 1月1日）     | 倉敷市 1967年2月1日                          | 倉敷市         | 倉敷市 2005年8月1日  |                |
| 大江村                          | 大江連島村 1875年6月28日            | 大江連島村                                 | 連島村 1877年5月25日   | 連島村 年月日不明      | 連島村                    | 連島村 1889年6月1日   | 連島村               | 連島村 1903年1月1日  | 連島町 1912年4月1日 | 連島町                  | 連島町               | 連島町               | 連島町              | 倉敷市 1953年6月1日（西阿知町は 1月1日）     | 倉敷市 1967年2月1日                          | 倉敷市         | 倉敷市 2005年8月1日  |                |
| 連島村                          | 大江連島村 1875年6月28日            | 大江連島村                                 | 連島村 1877年5月25日   | 連島村 年月日不明      | 連島村                    | 連島村 1889年6月1日   | 連島村               | 連島村 1903年1月1日  | 連島町 1912年4月1日 | 連島町                  | 連島町               | 連島町               | 連島町              | 倉敷市 1953年6月1日（西阿知町は 1月1日）     | 倉敷市 1967年2月1日                          | 倉敷市         | 倉敷市 2005年8月1日  |                |
| 矢柄村                          | 矢柄村                              | 矢柄村                                     | 連島村 1877年5月25日   | 連島村 年月日不明      | 連島村                    | 亀島村 1889年6月1日   | 亀島村               | 連島村 1903年1月1日  | 連島町 1912年4月1日 | 連島町                  | 連島町               | 連島町               | 連島町              | 倉敷市 1953年6月1日（西阿知町は 1月1日）     | 倉敷市 1967年2月1日                          | 倉敷市         | 倉敷市 2005年8月1日  |                |
| 亀島新田                        | 亀島新田                            | 亀島新田村 1877年5月25日                   | 亀島新田村             | 亀島新田村             | 亀島新田村                | 亀島村 1889年6月1日   | 亀島村               | 連島村 1903年1月1日  | 連島町 1912年4月1日 | 連島町                  | 連島町               | 連島町               | 連島町              | 倉敷市 1953年6月1日（西阿知町は 1月1日）     | 倉敷市 1967年2月1日                          | 倉敷市         | 倉敷市 2005年8月1日  |                |
| 西阿知村                        | 西阿知村 1874年12月28日             | 西阿知村                                   | 西阿知村               | 西阿知村               | 西阿知村 1881年9月2日     | 西阿知村 1889年6月1日 | 西阿知村             | 河内村 1902年10月1日 | 河内町 1922年1月1日 | 西阿知町 1926年1月1日   | 西阿知町             | 西阿知町             | 西阿知町            | 倉敷市 1953年6月1日（西阿知町は 1月1日）     | 倉敷市 1967年2月1日                          | 倉敷市         | 倉敷市 2005年8月1日  |                |
| 西阿知村                        | 西阿知村 1874年12月28日             | 西阿知村                                   | 西阿知村               | 西阿知村               | 西阿知村 1881年9月2日     | 西阿知村 1889年6月1日 | 西阿知村             | 河内村 1902年10月1日 | 河内町 1922年1月1日 | 西阿知町 1926年1月1日   | 西阿知町             | 西阿知町             | 西阿知町            | 倉敷市 1953年6月1日（西阿知町は 1月1日）     | 倉敷市 1967年2月1日                          | 倉敷市         | 倉敷市 2005年8月1日  |                |
| 西阿知新田村                    | 西阿知村 1874年12月28日             | 西阿知村                                   | 西阿知村               | 西阿知村               | 西阿知新田村 1881年9月2日 | 西阿知村 1889年6月1日 | 西阿知村             | 河内村 1902年10月1日 | 河内町 1922年1月1日 | 西阿知町 1926年1月1日   | 西阿知町             | 西阿知町             | 西阿知町            | 倉敷市 1953年6月1日（西阿知町は 1月1日）     | 倉敷市 1967年2月1日                          | 倉敷市         | 倉敷市 2005年8月1日  |                |
| 片島村                          | 片島村                              | 片島村                                     | 片島村                 | 片島村                 | 片島村                    | 河内村 1889年6月1日   | 河内村               | 河内村 1902年10月1日 | 河内町 1922年1月1日 | 西阿知町 1926年1月1日   | 西阿知町             | 西阿知町             | 西阿知町            | 倉敷市 1953年6月1日（西阿知町は 1月1日）     | 倉敷市 1967年2月1日                          | 倉敷市         | 倉敷市 2005年8月1日  |                |
| 西原村                          | 西原村                              | 西原村                                     | 西原村                 | 西原村                 | 西原村                    | 河内村 1889年6月1日   | 河内村               | 河内村 1902年10月1日 | 河内町 1922年1月1日 | 西阿知町 1926年1月1日   | 西阿知町             | 西阿知町             | 西阿知町            | 倉敷市 1953年6月1日（西阿知町は 1月1日）     | 倉敷市 1967年2月1日                          | 倉敷市         | 倉敷市 2005年8月1日  |                |
| 上船尾村                        | 船穂村 1876年6月28日                | 船穂村                                     | 船穂村                 | 船穂村                 | 船穂村                    | 船穂村 1889年6月1日   | 船穂村               | 船穂村               | 船穂村              | 船穂村                  | 船穂村               | 船穂町 1940年2月11日 | 船穂町              | 船穂町                                       | 船穂町                                       | 船穂町         | 倉敷市 2005年8月1日  |                |
| 下船尾村                        | 船穂村 1876年6月28日                | 船穂村                                     | 船穂村                 | 船穂村                 | 船穂村                    | 船穂村 1889年6月1日   | 船穂村               | 船穂村               | 船穂村              | 船穂村                  | 船穂村               | 船穂町 1940年2月11日 | 船穂町              | 船穂町                                       | 船穂町                                       | 船穂町         | 倉敷市 2005年8月1日  |                |
| 水江村                          | 水江村                              | 水江村                                     | 水江村                 | 水江村                 | 水江村                    | 船穂村 1889年6月1日   | 船穂村               | 船穂村               | 船穂村              | 船穂村                  | 船穂村               | 船穂町 1940年2月11日 | 船穂町              | 船穂町                                       | 船穂町                                       | 船穂町         | 倉敷市 2005年8月1日  |                |
| 柳井原村                        | 柳井原村                            | 柳井原村                                   | 柳井原村               | 柳井原村               | 柳井原村                  | 船穂村 1889年6月1日   | 船穂村               | 船穂村               | 船穂村              | 船穂村                  | 船穂村               | 船穂町 1940年2月11日 | 船穂町              | 船穂町                                       | 船穂町                                       | 船穂町         | 倉敷市 2005年8月1日  |                |
| 浅口郡                          |                                     |                                            |                        |                        |                           |                       |                      |                      |                     |                         |                      |                      |                     |                                              |                                              |                |                      |                |
| 上竹村                          | 上竹村                              | 上竹村                                     | 竹村 1877年5月25日     | 上竹村 1879年2月17日   | 上竹村                    | 竹村 1889年6月1日     | 竹村                 | 三和村 1905年4月1日  | 三和村              | 三和村                  | 金光町 1923年11月1日 | 金光町               | 金光町              | 金光町                                       | 金光町                                       | 金光町         | 浅口市 2006年3月21日 |                |
| 上竹村のうち下竹                | 上竹村のうち下竹                    | 上竹村のうち下竹 1876年10月31日            | 竹村 1877年5月25日     | 下竹村 1879年2月17日   | 下竹村                    | 竹村 1889年6月1日     | 竹村                 | 三和村 1905年4月1日  | 三和村              | 三和村                  | 金光町 1923年11月1日 | 金光町               | 金光町              | 金光町                                       | 金光町                                       | 金光町         | 浅口市 2006年3月21日 |                |
| 上竹新田村飛地                  | 上竹新田村飛地                      | 上竹村のうち下竹 1876年10月31日            | 竹村 1877年5月25日     | 下竹村 1879年2月17日   | 下竹村                    | 竹村 1889年6月1日     | 竹村                 | 三和村 1905年4月1日  | 三和村              | 三和村                  | 金光町 1923年11月1日 | 金光町               | 金光町              | 金光町                                       | 金光町                                       | 金光町         | 浅口市 2006年3月21日 |                |
| 八重村飛地                      | 八重村飛地                          | 八重村飛地（2月15日に上竹村のうち下竹）    | 竹村 1877年5月25日     | 下竹村 1879年2月17日   | 下竹村                    | 竹村 1889年6月1日     | 竹村                 | 三和村 1905年4月1日  | 三和村              | 三和村                  | 金光町 1923年11月1日 | 金光町               | 金光町              | 金光町                                       | 金光町                                       | 金光町         | 浅口市 2006年3月21日 |                |
| 八重村飛地                      | 八重村飛地                          | 八重村飛地（7月25日に竹村）                | 竹村 1877年5月25日     | 下竹村 1879年2月17日   | 下竹村                    | 竹村 1889年6月1日     | 竹村                 | 三和村 1905年4月1日  | 三和村              | 三和村                  | 金光町 1923年11月1日 | 金光町               | 金光町              | 金光町                                       | 金光町                                       | 金光町         | 浅口市 2006年3月21日 |                |
| 八重村                          | 八重村                              | 八重村 1877年5月25日 （7月28日に竹村飛地） | 八重村                 | 八重村                 | 八重村                    | 竹村 1889年6月1日     | 竹村                 | 三和村 1905年4月1日  | 三和村              | 三和村                  | 金光町 1923年11月1日 | 金光町               | 金光町              | 金光町                                       | 金光町                                       | 金光町         | 浅口市 2006年3月21日 |                |
| 上竹新田村                      | 上竹新田村                          | 八重村 1877年5月25日 （7月28日に竹村飛地） | 八重村                 | 八重村                 | 八重村                    | 竹村 1889年6月1日     | 竹村                 | 三和村 1905年4月1日  | 三和村              | 三和村                  | 金光町 1923年11月1日 | 金光町               | 金光町              | 金光町                                       | 金光町                                       | 金光町         | 浅口市 2006年3月21日 |                |
| 下竹村飛地                      | 下竹村飛地                          | 八重村 1877年5月25日 （7月28日に竹村飛地） | 八重村                 | 八重村                 | 八重村                    | 竹村 1889年6月1日     | 竹村                 | 三和村 1905年4月1日  | 三和村              | 三和村                  | 金光町 1923年11月1日 | 金光町               | 金光町              | 金光町                                       | 金光町                                       | 金光町         | 浅口市 2006年3月21日 |                |
| 竹村飛地                        | 竹村飛地                            | 八重村 1877年5月25日 （7月28日に竹村飛地） | 八重村                 | 八重村                 | 八重村                    | 竹村 1889年6月1日     | 竹村                 | 三和村 1905年4月1日  | 三和村              | 三和村                  | 金光町 1923年11月1日 | 金光町               | 金光町              | 金光町                                       | 金光町                                       | 金光町         | 浅口市 2006年3月21日 |                |
| 占見村                          | 占見村                              | 占見村                                     | 占見村                 | 占見村                 | 占見村                    | 占見村 1889年6月1日   | 占見村               | 三和村 1905年4月1日  | 三和村              | 三和村                  | 金光町 1923年11月1日 | 金光町               | 金光町              | 金光町                                       | 金光町                                       | 金光町         | 浅口市 2006年3月21日 |                |
| 地頭下村                        | 地頭下村                            | 地頭下村                                   | 地頭下村               | 地頭下村               | 地頭下村                  | 占見村 1889年6月1日   | 占見村               | 三和村 1905年4月1日  | 三和村              | 三和村                  | 金光町 1923年11月1日 | 金光町               | 金光町              | 金光町                                       | 金光町                                       | 金光町         | 浅口市 2006年3月21日 |                |
| 占見新田村                      | 占見新田村                          | 占見新田村                                 | 占見新田村             | 占見新田村             | 占見新田村                | 占見村 1889年6月1日   | 占見村               | 三和村 1905年4月1日  | 三和村              | 三和村                  | 金光町 1923年11月1日 | 金光町               | 金光町              | 金光町                                       | 金光町                                       | 金光町         | 浅口市 2006年3月21日 |                |
| 佐方村                          | 佐方村                              | 佐方村                                     | 佐方村                 | 佐方村                 | 佐方村                    | 吉備村 1889年6月1日   | 吉備村               | 三和村 1905年4月1日  | 三和村              | 三和村                  | 金光町 1923年11月1日 | 金光町               | 金光町              | 金光町                                       | 金光町                                       | 金光町         | 浅口市 2006年3月21日 |                |
| 大谷村                          | 大谷村 年月日不明                   | 大谷村                                     | 大谷村                 | 大谷村                 | 大谷村                    | 吉備村 1889年6月1日   | 吉備村               | 三和村 1905年4月1日  | 三和村              | 三和村                  | 金光町 1923年11月1日 | 金光町               | 金光町              | 金光町                                       | 金光町                                       | 金光町         | 浅口市 2006年3月21日 |                |
| 大谷村のうち中島新田            | 大谷村 年月日不明                   | 大谷村                                     | 大谷村                 | 大谷村                 | 大谷村                    | 吉備村 1889年6月1日   | 吉備村               | 三和村 1905年4月1日  | 三和村              | 三和村                  | 金光町 1923年11月1日 | 金光町               | 金光町              | 金光町                                       | 金光町                                       | 金光町         | 浅口市 2006年3月21日 |                |
| 須恵村                          | 須恵村                              | 須恵村                                     | 須恵村                 | 須恵村                 | 須恵村                    | 吉備村 1889年6月1日   | 吉備村               | 三和村 1905年4月1日  | 三和村              | 三和村                  | 金光町 1923年11月1日 | 金光町               | 金光町              | 金光町                                       | 金光町                                       | 金光町         | 浅口市 2006年3月21日 |                |
| 鴨方村                          | 鴨方村                              | 鴨方村                                     | 鴨方村                 | 鴨方村                 | 鴨方村                    | 鴨方村 1889年6月1日   | 鴨方村               | 鴨方村 1905年4月1日  | 鴨方村              | 鴨方町 1925年10月25日   | 鴨方町               | 鴨方町               | 鴨方町              | 鴨方町 1955年4月1日                          | 鴨方町 （小田郡矢掛町大字浅海） 1957年1月1日 | 鴨方町         | 浅口市 2006年3月21日 |                |
| 深田村                          | 深田村                              | 深田村                                     | 深田村                 | 深田村                 | 深田村                    | 鴨方村 1889年6月1日   | 鴨方村               | 鴨方村 1905年4月1日  | 鴨方村              | 鴨方町 1925年10月25日   | 鴨方町               | 鴨方町               | 鴨方町              | 鴨方町 1955年4月1日                          | 鴨方町 （小田郡矢掛町大字浅海） 1957年1月1日 | 鴨方町         | 浅口市 2006年3月21日 |                |
| 地頭上村                        | 地頭上村                            | 地頭上村                                   | 地頭上村               | 地頭上村               | 地頭上村                  | 津田村 1889年6月1日   | 津田村               | 鴨方村 1905年4月1日  | 鴨方村              | 鴨方町 1925年10月25日   | 鴨方町               | 鴨方町               | 鴨方町              | 鴨方町 1955年4月1日                          | 鴨方町 （小田郡矢掛町大字浅海） 1957年1月1日 | 鴨方町         | 浅口市 2006年3月21日 |                |
| 地頭上村のうち益坂              | 地頭上村のうち益坂                  | 地頭上村のうち益坂                         | 地頭上村のうち益坂     | 益坂村 1880年10月1日   | 益坂村                    | 津田村 1889年6月1日   | 津田村               | 鴨方村 1905年4月1日  | 鴨方村              | 鴨方町 1925年10月25日   | 鴨方町               | 鴨方町               | 鴨方町              | 鴨方町 1955年4月1日                          | 鴨方町 （小田郡矢掛町大字浅海） 1957年1月1日 | 鴨方町         | 浅口市 2006年3月21日 |                |
| 本庄村                          | 本庄村                              | 本庄村                                     | 本庄村                 | 本庄村                 | 本庄村                    | 津田村 1889年6月1日   | 津田村               | 鴨方村 1905年4月1日  | 鴨方村              | 鴨方町 1925年10月25日   | 鴨方町               | 鴨方町               | 鴨方町              | 鴨方町 1955年4月1日                          | 鴨方町 （小田郡矢掛町大字浅海） 1957年1月1日 | 鴨方町         | 浅口市 2006年3月21日 |                |
| 小坂東村                        | 小坂東村                            | 小坂東村                                   | 小坂東村               | 小坂東村               | 小坂東村                  | 小坂村 1889年6月1日   | 小坂村               | 鴨方村 1905年4月1日  | 鴨方村              | 鴨方町 1925年10月25日   | 鴨方町               | 鴨方町               | 鴨方町              | 鴨方町 1955年4月1日                          | 鴨方町 （小田郡矢掛町大字浅海） 1957年1月1日 | 鴨方町         | 浅口市 2006年3月21日 |                |
| 小坂西村                        | 小坂西村                            | 小坂西村                                   | 小坂西村               | 小坂西村               | 小坂西村                  | 小坂村 1889年6月1日   | 小坂村               | 鴨方村 1905年4月1日  | 鴨方村              | 鴨方町 1925年10月25日   | 鴨方町               | 鴨方町               | 鴨方町              | 鴨方町 1955年4月1日                          | 鴨方町 （小田郡矢掛町大字浅海） 1957年1月1日 | 鴨方町         | 浅口市 2006年3月21日 |                |
| 六条院東村                      | 六条院東村                          | 六条院東村                                 | 六条院村 1877年7月28日 | 六条院村               | 六条院東村 1887年1月15日  | 六条院村 1889年6月1日 | 六条院村             | 六条院村             | 六条院村            | 六条院町 1934年11月28日 | 六条院町             | 六条院町             | 六条院町            | 鴨方町 1955年4月1日                          | 鴨方町 （小田郡矢掛町大字浅海） 1957年1月1日 | 鴨方町         | 浅口市 2006年3月21日 |                |
| 六条院中村                      | 六条院中村                          | 六条院中村                                 | 六条院村 1877年7月28日 | 六条院村               | 六条院中村 1887年1月15日  | 六条院村 1889年6月1日 | 六条院村             | 六条院村             | 六条院村            | 六条院町 1934年11月28日 | 六条院町             | 六条院町             | 六条院町            | 鴨方町 1955年4月1日                          | 鴨方町 （小田郡矢掛町大字浅海） 1957年1月1日 | 鴨方町         | 浅口市 2006年3月21日 |                |
| 六条院西村                      | 六条院西村                          | 六条院西村                                 | 六条院村 1877年7月28日 | 六条院村               | 六条院西村 1887年1月15日  | 六条院村 1889年6月1日 | 六条院村             | 六条院村             | 六条院村            | 六条院町 1934年11月28日 | 六条院町             | 六条院町             | 六条院町            | 鴨方町 1955年4月1日                          | 鴨方町 （小田郡矢掛町大字浅海） 1957年1月1日 | 鴨方町         | 浅口市 2006年3月21日 |                |
| 大島村のうち東大島              | 寄島村 1876年10月31日               | 寄島村                                     | 寄島村                 | 寄島村                 | 寄島村                    | 寄島村                | 寄島村               | 寄島町 1901年2月6日  | 寄島町              | 寄島町                  | 寄島町               | 寄島町               | 寄島町              | 寄島町                                       | 寄島町 1955年4月1日 大島村大字大島中柴木     | 寄島町         | 浅口市 2006年3月21日 |                |
| 大島村のうち寄島新田（早崎）    | 寄島村 1876年10月31日               | 寄島村                                     | 寄島村                 | 寄島村                 | 寄島村                    | 寄島村                | 寄島村               | 寄島町 1901年2月6日  | 寄島町              | 寄島町                  | 寄島町               | 寄島町               | 寄島町              | 寄島町                                       | 寄島町 1955年4月1日 大島村大字大島中柴木     | 寄島町         | 浅口市 2006年3月21日 |                |
| 六条院西村飛地                  | 寄島村 1876年10月31日               | 寄島村                                     | 寄島村                 | 寄島村                 | 寄島村                    | 寄島村                | 寄島村               | 寄島町 1901年2月6日  | 寄島町              | 寄島町                  | 寄島町               | 寄島町               | 寄島町              | 寄島町                                       | 寄島町 1955年4月1日 大島村大字大島中柴木     | 寄島町         | 浅口市 2006年3月21日 |                |
| 大島中村                        | 大島中村                            | 大島中村                                   | 大島中村               | 大島中村               | 大島中村                  | 大島村 1905年4月1日   | 大島村               | 大島村               | 大島村              | 大島村                  | 大島村               | 大島村               | 大島村              | 大島村                                       | 寄島町 1955年4月1日 大島村大字大島中柴木     | 寄島町         | 浅口市 2006年3月21日 |                |
| 大島中村                        | 大島中村                            | 大島中村                                   | 大島中村               | 大島中村               | 大島中村                  | 大島村 1905年4月1日   | 大島村               | 大島村               | 大島村              | 大島村                  | 大島村               | 大島村               | 大島村              | 大島村                                       | 笠岡市 1955年4月1日                          | 笠岡市         | 笠岡市               |                |
| 大島村のうち西大島              | 大島西村 1876年10月31日             | 大島西村 1879年11月12日                    | 大島西村               | 西大島村 1889年6月1日  | 西大島村                  | 大島村 1905年4月1日   | 大島村               | 大島村               | 大島村              | 大島村                  | 大島村               | 大島村               | 大島村              | 大島村                                       | 笠岡市 1955年4月1日                          | 笠岡市         | 笠岡市               |                |
| 大島村のうち西大島新田          | 大島西村 1876年10月31日             | 西大島新田村 1879年11月12日                | 西大島新田村           | 西大島村 1889年6月1日  | 西大島村                  | 大島村 1905年4月1日   | 大島村               | 大島村               | 大島村              | 大島村                  | 大島村               | 大島村               | 大島村              | 大島村                                       | 笠岡市 1955年4月1日                          | 笠岡市         | 笠岡市               |                |
| 口林村                          | 里見村 1875年12月28日               | 里見村                                     | 里見村                 | 里見村                 | 里見村                    | 里庄村 1905年4月1日   | 里庄村               | 里庄村               | 里庄村              | 里庄村                  | 里庄村               | 里庄村               | 里庄町 1950年6月1日 | 里庄町                                       | 里庄町                                       | 里庄町         | 里庄町               |                |
| 口林村のうち池口                | 里見村 1875年12月28日               | 里見村                                     | 里見村                 | 里見村                 | 里見村                    | 里庄村 1905年4月1日   | 里庄村               | 里庄村               | 里庄村              | 里庄村                  | 里庄村               | 里庄村               | 里庄町 1950年6月1日 | 里庄町                                       | 里庄町                                       | 里庄町         | 里庄町               |                |
| 上新庄村                        | 新庄村 1874年12月28日               | 新庄村                                     | 新庄村                 | 新庄村                 | 新庄村 1889年6月1日       | 里庄村 1905年4月1日   | 里庄村               | 里庄村               | 里庄村              | 里庄村                  | 里庄村               | 里庄村               | 里庄町 1950年6月1日 | 里庄町                                       | 里庄町                                       | 里庄町         | 里庄町               |                |
| 下新庄村                        | 新庄村 1874年12月28日               | 新庄村                                     | 新庄村                 | 新庄村                 | 新庄村 1889年6月1日       | 里庄村 1905年4月1日   | 里庄村               | 里庄村               | 里庄村              | 里庄村                  | 里庄村               | 里庄村               | 里庄町 1950年6月1日 | 里庄町                                       | 里庄町                                       | 里庄町         | 里庄町               |                |
| 浜中村                          | 浜中村                              | 浜中村                                     | 浜中村                 | 浜中村                 | 新庄村 1889年6月1日       | 里庄村 1905年4月1日   | 里庄村               | 里庄村               | 里庄村              | 里庄村                  | 里庄村               | 里庄村               | 里庄町 1950年6月1日 | 里庄町                                       | 里庄町                                       | 里庄町         | 里庄町               |                |

## 行政
歴代郡長
| 代 | 氏名 | 就任年月日                | 退任年月日                | 備考                   |
| -- | ---- | ------------------------- | ------------------------- | ---------------------- |
| 1  |      | 明治11年（1878年）9月29日 |                           |                        |
|    |      |                           | 大正15年（1926年）6月30日 | 郡役所廃止により、廃官 |